# Воля-Медневська
Воля-Медневська (пол. Wola Miedniewska) — село в Польщі, у гміні Віскітки Жирардовського повіту Мазовецького воєводства.
Населення — 232 особи (2011).
У 1975-1998 роках село належало до Скерневицького воєводства.

## Демографія
Демографічна структура станом на 31 березня 2011 року:
|          | Загалом | Допрацездатний вік | Працездатний вік | Постпрацездатний вік |
| -------- | ------- | ------------------ | ---------------- | -------------------- |
| Чоловіки | 120     | 27                 | 78               | 15                   |
| Жінки    | 112     | 18                 | 69               | 25                   |
| Разом    | 232     | 45                 | 147              | 40                   |